# Caritate Christi Compulsi
Caritate Christi Compulsi è un'enciclica di papa Pio XI, promulgata il 3 maggio 1932, e dedicata al Cuore di Gesù, al quale il Pontefice invita a ricorrere per « opporsi con tutte le forze ai mali che opprimono l'intera umanità e a quelli ancora peggiori che la minacciano » e così unire « tutte le forze nostre in un'unica e solida schiera compatta contro le malvagie falangi, nemiche di Dio non meno che del genere umano ».

## Contenuto
Questa enciclica per certi aspetti continua i temi delle precedenti encicliche di Pio XI (Nova Impendet e Quadragesimo Anno), della questione sociale, della crisi economica, della disoccupazione; ma aggiunge alla fine una forte condanna dell'ateismo organizzato e militante: da una parte opposizione radicale all'ateismo e al comunismo, dall'altra la convinzione che la traccia sia costituita dal percorso concordatario con i governi europei.